# Oude Tung Shantempel
Oude Tung Shantempel is een taoïstische tempel in Hongkong. Tempel is gewijd aan de Zeegodin Tianhou en ligt in het dorp Shui Ping Tsuen in San Tin. De tempel werd gebouwd in 1470. In 1893, 1905 en in 1970 is de tempel grondig gerestaureerd. De tempel staat op de lijst van beschermde Hongkongse monumenten met de derde graad. De tempel bestaat uit drie stenen gebouwen. In de tempel is een impluvium te vinden. Bouwmaterialen van de tempel waren graniet, hout, terracotta, ijzer en verf.